# Diecezja szybenicka
Diecezja szybenicka – łac. Dioecesis Sebenicensis – diecezja Kościoła rzymskokatolickiego w Chorwacji. Należy do metropolii splicko-makarskiej. Została erygowana 1 maja 1298 roku.